# Guillaume Gille
Guillaume Alain Gille (Valence (Drôme), 12 de julho de 1976) é um handebolista profissional francês, bicampeão olímpico.